# Dolní Životice
Dolní Životice é uma comuna checa localizada na região de Morávia-Silésia, distrito de Opava.